# Monghsat
Monghsat är en kommun i Myanmar.   Den ligger i regionen Shanstaten, i den östra delen av landet, 300 km öster om huvudstaden Naypyidaw. Antalet invånare är 84 964.